# Estadio Carlos Miranda
Het Estadio Carlos Miranda is een multifunctioneel stadion in Comayagua, een stad in Honduras. 
Het stadion wordt vooral gebruikt voor voetbalwedstrijden, de voetbalclub Hispano FC maakt gebruik van dit stadion. In het stadion is plaats voor 10.000 toeschouwers. Het stadion werd geopend in 2005. Er werd verschillende keren gebruik gemaakt van dit stadion voor internationale jeugdwedstrijden. 